# Ivan Leko
Ivan Leko (Split, 7 februari 1978) is een Kroatisch voetbalcoach en voormalig voetballer.
Sinds 2025 is hij hoofdcoach van de Belgische voetbalclub KAA Gent.

## Spelerscarrière
Leko's profcarrière begon bij HNK Hajduk Split, waar hij aanvoerder werd. In 2001 vertrok hij naar Spanje om er voor Málaga CF te spelen. Hij zou er vier jaar blijven: in 2005 keerde hij voor een paar maanden terug naar zijn ex-club Hajduk, waarna hij naar Club Brugge getransfereerd werd. Bij Club Brugge moest hij het vertrek van Nastja Čeh opvangen.
Voor de start van het WK 2006 verzamelde Leko dertien caps voor de Kroatische nationale ploeg. Hij maakte deel uit van de Kroatische selectie op het WK 2006 in Duitsland. Hier kwam hij geen minuut van de bank. Leko kon ook uitkomen voor het voetbalelftal van Bosnië en Herzegovina, vanwege zijn Bosnische wortels.
In 2009 ondertekende Leko een contract bij Germinal Beerschot voor drieënhalf jaar. Vanaf 1 februari 2010 werd hij tot het einde van het seizoen uitgeleend aan Sporting Lokeren. Na zijn uitleenbeurt werd op 28 mei 2010 bevestigd dat Leko definitief naar Lokeren verhuisde.

## Trainerscarrière

### Oud-Heverlee Leuven
Op 25 februari 2014 raakte bekend dat Leko met onmiddellijke ingang stopte met voetballen en aan de slag ging als coach bij Oud-Heverlee Leuven. Hier startte hij zijn carrière met een gelijkspel tegen Lierse SK en een overwinning tegen RSC Anderlecht. Hij kon niet vermijden dat Oud-Heverlee Leuven naar de Tweede klasse degradeerde.

### PAOK Saloniki
Een dik half jaar na zijn ontslag bij OH Leuven ging Leko aan de slag als assistent-trainer bij PAOK Saloniki, waar zijn landgenoot en ex-ploegmaat Igor Tudor toen hoofdtrainer was. Eerder dat jaar waren Tudor en Leko nog samen op trainersstage bij Real Madrid geweest – Tudor kende toenmalig Real Madrid-trainer Carlo Ancelotti nog van bij hun gezamenlijke tijd bij Juventus FC. In april 2015 was Leko nog in beeld geweest als opvolger van Guido Brepoels bij Waasland-Beveren.
Bij PAOK hadden Leko en Tudor in het seizoen 2015/16 onder andere Dimitar Berbatov, Robin Olsen, Ricardo Costa, Gojko Cimirot, Dimitrios Chatziisaias en Charis Charisis onder hun hoede. In de Europa League schakelde PAOK op weg naar de groepsfase NK Lokomotiva Zagreb, Spartak Trnava en Brøndby IF uit, maar in een groep met Borussia Dortmund, FK Krasnodar en Qäbälä PFK slaagde de club er wel niet in om zich te plaatsen voor de knock-outfase – ondanks een 0-1-zege tegen Dortmund op de slotspeeldag.
Na het ontslag van Tudor op 9 maart 2016 kwam er ook een einde aan het avontuur van Leko bij PAOK. De club stond toen vijfde in de Super League, slechts een positie lager dan de ranking op het einde van het seizoen.

### Sint-Truiden
Leko werd in juli 2016 aangesteld als coach van Sint-Truidense VV. Hij behaalde de finale van Play-off 2, maar verloor deze tegen KRC Genk.

### Club Brugge
Op 8 juni 2017 maakte Club Brugge bekend dat Leko de nieuwe hoofdcoach wordt ter vervanging van Michel Preud'homme. Bij STVV werd hij opgevolgd door de al snel weer ontslagen Spanjaard Bartolomé Marquez. Hij tekende een contract voor twee seizoenen.
In het begin van het seizoen verliep niet alles vlekkeloos. Zo kwam er al wat druk na de snelle uitschakeling in de voorronde van de Champions League en de Europa League. Hij bleef echter vasthouden aan zijn systeem en in de competitie verliep alles veel beter. Van speeldag 1 tot speeldag 30 stond de ploeg op de eerste plaats. In de moeizamere play offs kon Club Brugge op 13 mei 2018, de negende speeldag, zekerheid verwerven bij Standard Luik. Die wedstrijd eindigde in 1-1 en daarmee was de ploeg zeker over het kampioenschap. Voor Leko was het zijn eerste titel als coach.
Voor zijn geslaagde eerste seizoen als trainer van Club Brugge werd hij op maandag 14 mei 2018 door zijn collega's verkozen tot trainer van het jaar.
Op 10 oktober 2018 werd Leko meegenomen voor verhoor in verband met een onderzoek van het federaal parket, Operatie Propere Handen.

### Al Ain
Na zijn vertrek bij Club Brugge werd hij genoemd als mogelijke nieuwe trainer van KRC Genk en Antwerp FC. Begin juni 2019 ondertekende Leko echter een contract voor twee seizoenen bij Al Ain FC. Hij werd er de opvolger van Juan Carlos Garrido op, die net als hij een trainersverleden had bij Club Brugge. In december 2019 werd hij er ontslagen na tegenvallende resultaten.
In februari 2021 bleek, na afhandeling van zijn klacht bij de FIFA, dat Leko aan zijn passage bij Al Ain 2,2 miljoen euro netto overhield.

### Royal Antwerp FC
Op 20 mei 2020 raakte bekend dat Leko László Bölöni gaat vervangen wiens contract niet verlengd werd. Het werd de vierde Belgische club waar hij aan de slag gaat na Club Brugge, Sint-Truidense VV en Oud-Heverlee Leuven. In zijn eerste officiële wedstrijd als trainer van Antwerp won Leko meteen de Beker van België, nadat in de finale zijn ex-club Club Brugge voor de bijl ging. De Kroaat bleef daarna goede resultaten neerzetten: na tien speeldagen in de reguliere competitie stond Antwerp na de 3-2-derbyzege tegen Beerschot VA voor het eerst in 32 jaar alleen op kop in Eerste klasse, enkele dagen later stond Antwerp door de 1-0-zege tegen Tottenham Hotspur ook alleen op kop in zijn Europa League-groep. Leko loodste Antwerp in zijn eerste seizoen meteen naar de 1/16e finale van de Europa league na een tweede plek in een groep met LASK Linz, PFK Ludogorets en Tottenham Hotspurs als tegenstanders.
Rond de kerstperiode van 2020 kwam de eerste kritiek echter opduiken: de wisselvallige prestaties in de competitie – na de 3-2-zege tegen Beerschot pakte Antwerp slechts 5 op 18 in de competitie en zakte het terug naar de achtste plaats – kwamen er volgens het bestuur door het feit dat Leko niet genoeg roteerde. In die periode kreeg hij een lucratief voorstel van onder andere de Chinese club Guangzhou R&F FC. Op 29 december 2020 werd door de club uiteindelijk bekendgemaakt dat het contract met Royal Antwerp FC met onmiddellijke ingang werd stopgezet en de overstap maakt naar het Chinese Shanghai SIPG.

### Shanghai SIPG
Op 1 januari 2021 raakte bekend dat Ivan Leko een contract voor twee seizoenen had ondertekend bij Shanghai SIPG. Met Edward Still en Adnan Čustović nam hij enkele bekende gezichten uit het Belgisch voetbal mee naar China. Op 22 april 2021 won hij zijn eerste officiële wedstrijd met 1-6 van Tianjin Jinmen Tiger FC, na onder andere een hattrick van Marko Arnautović.
In zijn eerste seizoen, waarin hij onder andere Oscar, Aaron Mooy, Marko Arnautović en Cherif Ndiaye in zijn selectie had, eindigde hij in de reguliere competitie tweede in zijn groep, weliswaar met hetzelfde aantal punten als Changchun Yatai. In de play-offs eindigde hij tweede met zes punten minder dan Shandong Taishan, dat in de reguliere competitie eerste was geëindigd in de andere groep. Op 9 januari 2022 verloor hij met zijn club de finale van de Beker van China 2021: het Shandong Taishan van aanvoerder Marouane Fellaini won met 1-0.
Leko werkte een ook een groot deel van het seizoen 2022 af, maar op 1 december 2022 werd hij er ontslagen. Leko had net drie opeenvolgende competitiewedstrijden verloren, iets wat nog nooit gebeurd was sinds de Shanghai International Port Group de club had overgenomen. De club zat na 28 competitiespeeldagen ook al aan negen nederlagen, terwijl de club sinds het seizoen 2014 nooit meer dan zes competitienederlagen in eenzelfde seizoen had geleden. Leko had dat seizoen met Shanghai SIPG moeten deelnemen aan de AFC Champions League, maar de club werd uitgesloten vanwege coronarestricties.

### Hajduk Split
Op 31 december 2022 kondigde HNK Hajduk Split aan dat Leko de nieuwe trainer werd van zijn ex-club. De club stond op dat moment tweede in de Kroatische hoogste divisie, op zes punten van leider Dinamo Zagreb. Leko nam naar goede gewoonte Adnan Čustović mee als assistent, ook keeperstrainer Tomislav Rogić en physical coach Matthias De Baerdemaeker volgden hem naar Kroatië.
In zijn debuutwedstrijd slaagde Leko er al meteen in om de kloof met Dinamo Zagreb te verkleinen: Dinamo Zagreb bleef op 21 januari 2023 op een 0-0-gelijkspel steken tegen HNK Gorica, terwijl Hajduk Split een dag later met 2-1 won van HNK Sibenik. Een week later bedroeg de kloof dan weer zeven punten als gevolg van de 3-0-nederlaag van Hajduk Split bij NK Istra 1961. Na een tweede opeenvolgende nederlaag tegen HNK Rijeka bedroeg de kloof acht punten, na de 4-0-nederlaag tegen titelconcurrent Hajduk Split zelfs elf punten. Uitgerekend in de topper tussen Hajduk Split en Dinamo Zagreb, die op 30 april 2023 op 0-0 eindigde, verzekerde laatstgenoemde club zich van zijn zesde landstitel op rij. Hajduk Split finishte uiteindelijk op tien punten van de kampioen. Vier dagen voor de laatste competitiewedstrijd won Leko met de club de Kroatische voetbalbeker: de club won in de finale met 2-0 van HNK Šibenik, dat vier dagen later opnieuw de tegenstander van Dinamo Zagreb was, na goals van Dario Melnjak en Marko Livaja.
In het tussenseizoen nam Hajduk Split afscheid van onder andere Lukas Grgić, die verkocht werd aan Rapid Wien. In augustus 2023 verkocht de club ook Jan Mlakar aan Pisa SC. De club versterkte zich naast Mihael Žaper, voor wie de club een miljoen euro betaalde aan NK Osijek, onder andere ook met de transfervrije Vadis Odjidja. De club nam in eigen land een goede start: op de openingsspeeldag boekte de club meteen een 1-2-zege tegen titelverdediger Dinamo Zagreb, waartegen Hajduk Split amper zes dagen eerder de Kroatische Supercup had verloren. Hajduk Split won zijn eerste vijf competitiewedstrijden en verloor pas op 2 september 2023 zijn eerste punten na een 0-1-nederlaag tegen NK Istra 1961. In Europa was Hajduk Split dan reeds uitgeschakeld: in de Conference League verloor de ploeg van Leko in de derde kwalificatieronde met 3-0 bij PAOK Saloniki, nadat de heenwedstrijd in Kroatië op 0-0 was geëindigd.
Hajduk Split begon de maand september 2023 met twee opeenvolgende competitienederlagen – tegen respectievelijk NK Istra en HNK Gorica –, met daartussen weliswaar een 0-6-bekerzege tegen NK Omladinac Gornja Vrba. De club boekte daarna wel twee opeenvolgende 1-0-zeges (tegen NK Lokomotiva en Dinamo Zagreb), maar ging daarna weer twee keer op rij onderuit in de competitie (1-0 tegen HNK Rijeka en 0-2 tegen NK Osijek). Op 23 oktober 2023 kondigde Hajduk Split het ontslag van Leko aan. De Kroatische vicekampioen had begin oktober zijn leiderspositie verloren aan HNK Rijeka.

## Statistieken

### Clubstatistieken
| seizoen | club               | land             | competitie       | wed. | goals |
| ------- | ------------------ | ---------------- | ---------------- | ---- | ----- |
| 1995/96 | HNK Hajduk Split   | Vlag van Kroatië | Prva HNL         | 3    | 0     |
| 1995/96 | → HNK Trogir       | Vlag van Kroatië | Treća HNL        | 7    | 3     |
| 1996/97 | HNK Hajduk Split   | Vlag van Kroatië | Prva HNL         | 26   | 2     |
| 1997/98 | HNK Hajduk Split   | Vlag van Kroatië | Prva HNL         | 21   | 1     |
| 1998/99 | HNK Hajduk Split   | Vlag van Kroatië | Prva HNL         | 22   | 4     |
| 1999/00 | HNK Hajduk Split   | Vlag van Kroatië | Prva HNL         | 28   | 10    |
| 2000/01 | HNK Hajduk Split   | Vlag van Kroatië | Prva HNL         | 30   | 13    |
| 2001/02 | Málaga CF          | Vlag van Spanje  | Primera División | 18   | 2     |
| 2002/03 | Málaga CF          | Vlag van Spanje  | Primera División | 22   | 0     |
| 2003/04 | Málaga CF          | Vlag van Spanje  | Primera División | 23   | 2     |
| 2004/05 | Málaga CF          | Vlag van Spanje  | Primera División | 17   | 0     |
| 2005/06 | Club Brugge        | Vlag van België  | Eerste klasse    | 30   | 5     |
| 2006/07 | Club Brugge        | Vlag van België  | Eerste klasse    | 22   | 6     |
| 2007/08 | Club Brugge        | Vlag van België  | Eerste klasse    | 26   | 5     |
| 2008/09 | Club Brugge        | Vlag van België  | Eerste klasse    | 11   | 4     |
| 2008/09 | Germinal Beerschot | Vlag van België  | Eerste klasse    | 16   | 4     |
| 2009/10 | Germinal Beerschot | Vlag van België  | Eerste klasse    | 7    | 0     |
| 2009/10 | → Sporting Lokeren | Vlag van België  | Eerste klasse    | 12   | 2     |
| 2010/11 | Sporting Lokeren   | Vlag van België  | Eerste klasse    | 40   | 6     |
| 2011/12 | Sporting Lokeren   | Vlag van België  | Eerste klasse    | 31   | 1     |
| 2012/13 | Sporting Lokeren   | Vlag van België  | Eerste klasse    | 31   | 3     |
| 2013/14 | Sporting Lokeren   | Vlag van België  | Eerste klasse    | 8    | 0     |
| Totaal  | Totaal             | Totaal           | Totaal           | 438  | 71    |

### Internationale wedstrijden
| Interlands van Ivan Leko              | Interlands van Ivan Leko    | Interlands van Ivan Leko    | Interlands van Ivan Leko    | Interlands van Ivan Leko    | Interlands van Ivan Leko    | Interlands van Ivan Leko    |
| #                                     | Datum                       | Wedstrijd                   | Uitslag                     | Soort Wedstrijd             | Goals                       |                             |
| Als speler bij Hajduk Split           | Als speler bij Hajduk Split | Als speler bij Hajduk Split | Als speler bij Hajduk Split | Als speler bij Hajduk Split | Als speler bij Hajduk Split | Als speler bij Hajduk Split |
| ------------------------------------- | --------------------------- | --------------------------- | --------------------------- | --------------------------- | --------------------------- | --------------------------- |
| 1.                                    | 13-06-1999                  | Kroatië - Egypte            | 2-2                         | Vriendschappelijk           | 0                           |                             |
| 2.                                    | 16-06-1999                  | Kroatië - Mexico            | 2-1                         | Vriendschappelijk           | 0                           |                             |
| 3.                                    | 19-06-1999                  | Zuid-Korea - Kroatië        | 1-1                         | Vriendschappelijk           | 0                           |                             |
| Als speler bij Málaga CF              |                             |                             |                             |                             |                             |                             |
| 4.                                    | 18-08-2004                  | Israël - Kroatië            | 0-1                         | Vriendschappelijk           | 0                           |                             |
| 5.                                    | 16-11-2004                  | Kroatië - Ierland           | 0-1                         | Vriendschappelijk           | 0                           |                             |
| 6.                                    | 09-02-2005                  | Kroatië - Israël            | 3-3                         | Vriendschappelijk           | 0                           |                             |
| 7.                                    | 26-03-2005                  | IJsland - Kroatië           | 0-4                         | WK Kwalificatie 2006        | 0                           |                             |
| 8.                                    | 30-03-2005                  | Malta - Kroatië             | 0-3                         | WK Kwalificatie 2006        | 0                           |                             |
| Als speler bij Club Brugge            |                             |                             |                             |                             |                             |                             |
| 9.                                    | 12-10-2005                  | Kroatië - Hongarije         | 0-0                         | WK Kwalificatie 2006        | 0                           |                             |
| 10.                                   | 12-11-2005                  | Kroatië - Portugal          | 0-2                         | Vriendschappelijk           | 0                           |                             |
| 11.                                   | 01-03-2006                  | Argentinië - Kroatië        | 2-3                         | Vriendschappelijk           | 0                           |                             |
| 12.                                   | 03-06-2006                  | Polen - Kroatië             | 0-1                         | Vriendschappelijk           | 0                           |                             |
| 13.                                   | 07-06-2006                  | Kroatië - Spanje            | 1-2                         | Vriendschappelijk           | 0                           |                             |
| Totaal                                | Totaal                      | Totaal                      | Totaal                      | Totaal                      | 0                           |                             |
| Laatst bijgewerkt op 21 oktober 2014. |                             |                             |                             |                             |                             |                             |

## Erelijst

### Als speler
| Competitie            |              |                  |              |              |
| Competitie            | Aantal       | Jaren            |              |              |
| Hajduk Split          | Hajduk Split | Hajduk Split     | Hajduk Split | Hajduk Split |
| --------------------- | ------------ | ---------------- | ------------ | ------------ |
| Landskampioen Kroatië | 1x           | 2000/01          |              |              |
| Beker van Kroatië     | 1x           | 1999/00          |              |              |
| Málaga CF             |              |                  |              |              |
| UEFA Intertoto Cup    | 1x           | 2002             |              |              |
| Club Brugge           |              |                  |              |              |
| Belgische Supercup    | 1x           | 2005             |              |              |
| Beker van België      | 1x           | 2006/07          |              |              |
| Sporting Lokeren      |              |                  |              |              |
| Beker van België      | 2x           | 2011/12, 2013/14 |              |              |

### Als trainer
| Competitie           |             |             |             |             |
| Competitie           | Aantal      | Jaren       |             |             |
| Club Brugge          | Club Brugge | Club Brugge | Club Brugge | Club Brugge |
| -------------------- | ----------- | ----------- | ----------- | ----------- |
| Landskampioen België | 1x          | 2017/18     |             |             |
| Belgische Supercup   | 1x          | 2018        |             |             |
| Antwerp FC           |             |             |             |             |
| Beker van België     | 1x          | 2019/20     |             |             |
| Hajduk Split         |             |             |             |             |
| Beker van Kroatië    | 1x          | 2022/23     |             |             |

| Individueel          |    |      |
| Trainer van het jaar | 1x | 2018 |